# Unterseeboot 845
L'Unterseeboot 845 (ou U-845) est un sous-marin allemand utilisé par la Kriegsmarine pendant la Seconde Guerre mondiale.

## Historique
Après son entraînement initial à Stettin en Allemagne au sein de la 4. Unterseebootsflottille jusqu'au 31 décembre 1943, l'U-845 rejoint une unité de combat à la base sous-marine de Lorient, dans la 10. Unterseebootsflottille.
L'U-845 coule le 10 mars 1944 dans l'Atlantique Nord à la position géographique de 48° 20′ N, 20° 33′ O par des charges de profondeur lancées par les destroyers britannique HMS Forester et canadien NCSM St. Laurent, par la corvette canadienne NCSM Owen Sound (en) ainsi que par la frégate canadienne NCSM Swansea.
Dix membres d'équipage meurent dans cette attaque.

## Affectations successives
- 4. Unterseebootsflottille du 1er mai 1943 au 31 décembre 1943
- 10. Unterseebootsflottille du 1er janvier 1943 au 10 mars 1944

## Commandement
- korvettenkapitän Udo Behrens du 1er mai 1943 au 9 juillet 1943
- Kapitänleutnant Rudolf Hoffmann du 3 juillet 1943 au 7 octobre 1943
- korvettenkapitän Werner Weber du 8 octobre 1943 au 10 mars 1944

## Navires coulés
L'U-845 a endommagé un navire marchand de 7 039 tonneaux au cours de l'unique patrouille qu'il effectua.

## Sources
- U-845 sur Uboat.net